# نایت رنجر
نایت رنجر (به انگلیسی: Night Ranger) یک گروه هارد راک آمریکایی از سانفرانسیسکو، کالیفرنیا است. این گروه در سال ۱۹۷۹ تشکیل شد و در دههٔ ۱۹۸۰ با انتشار چندین آلبوم موفق و تک آهنگ‌های موفق، محبوبیت زیادی را تجربه کرد. گیتاریست برد گیلیس و درامر کلی کیگی تنها اعضای ثابت گروه بوده‌اند، اگرچه جک بلیدز، نوازندهٔ بیس، در همهٔ آلبوم‌های آنها به جز یکی از آنها اجرا کرده است. از دیگر اعضای فعلی گروه می‌توان به گیتاریست کری کلی و نوازندهٔ کیبورد اریک لوی اشاره کرد.
پنج آلبوم اول گروه بیش از ۱۰ میلیون نسخه در سراسر جهان فروخت و گروه در مجموع ۱۷ میلیون آلبوم فروخت. این پنج نفر بیشتر برای تصنیف قدرتمند «خواهر مسیحی» شناخته می‌شود، که در ژوئن ۱۹۸۴ به مقام پنجم جدول بیلبورد هات ۱۰۰ رسید، همراه با چند تک آهنگ برتر دیگر در دههٔ ۱۹۸۰، از جمله «به من نگو دوستم داری»، «وقتی چشمانت را می‌بندی»، «خیابان احساساتی»، «چهار صبح (دیگر طاقت ندارم)» و «خداحافظ».
پس از اینکه موفقیت آنها در اواخر دههٔ ۱۹۸۰ کاهش یافت، گروه در سال ۱۹۸۹ از هم جدا شد و اعضای آن تلاش‌های موسیقی دیگری از جمله تلاش‌های گروهی و انفرادی را دنبال کردند. برد گیلیس و کلی کیگی با گری مون نوازندهٔ بیس همکاری کردند و در سال ۱۹۹۵ آلبومی را با نام نایت رنجر بدون سایر اعضای اصلی منتشر کردند، اما گروه در سال ۱۹۹۶ با بلیدز، واتسون و فیتزجرالد دوباره متحد شد و دو آلبوم جدید در نیمهٔ دوم دهه منتشر کرد. اگرچه از آن زمان تغییراتی در ترکیب ایجاد شده است، گروه همچنان به ضبط و تور ادامه می‌دهد.

## تاریخچه

### آغازها
منشأ این گروه را می‌توان در Rubicon، یک گروه پاپ/فانک به رهبری جری مارتینی، که به عنوان عضوی از اسلای اند د فمیلی استون به شهرت رسید، جستجو کرد. پس از فروپاشی روبیکون در سال ۱۹۷۹، جک بلیدز، نوازندهٔ بیس، یک گروه سه نفره را با دو عضو دیگر روبیکون، کلی کیگی درامر و برد گیلیس گیتاریست تشکیل داد. این سه نفره با نام استریو، آلن فیتزجرالد، کیبوردیست سابق گروه Montrose را در سال ۱۹۸۰ اضافه کرد. فیتزجرالد توصیه کرد که دومین گیتاریست دارای ذوق هنری را استخدام کنید و جف واتسون به گروه اضافه شد. به عنوان استریو، گروه در کلوپ‌های کوچکی در اطراف سانفرانسیسکو مانند Palms در محلهٔ Tenderloin می‌نواخت. در اواخر همان سال، گروه نام خود را به رنجر (به انگلیسی: Ranger) تغییر داد و شروع به افتتاحیه برای بازیگرهایی مانند سمی هیگار کرد.

### دههٔ ۱۹۸۰
در سال ۱۹۸۲ پس از این که یک گروه کانتری، رنجرز، ادعای نقض علامت تجاری کرد، گروه نام خود را به نایت رنجر تغییر داد. در این مرحله، آنها اولین آلبوم خود را به نام گشت سحر برای بوردواک رکوردز ضبط کرده بودند و اولین دوره‌های افتتاحیه را برای گروه‌های زی‌زی تاپ و آزی آزبورن که در آن زمان برد گیلیس را به عنوان جایگزین گیتاریست رندی رودز که اخیراً درگذشته بود، استخدام کرده بود، را در بهار و تابستان ۱۹۸۲ انجام دادند. پس از پایان کار بوردواک، بروس برد، تهیه‌کنندهٔ نایت رنجر، در سال ۱۹۸۳ قراردادی را با ام‌سی‌ای رکوردز در زیرمجموعهٔ Camel امضا کرد.
مجلهٔ رولینگ استون به تصنیف‌های «فرمول» و «ساب برادوی» نایت رنجر نگاهی انداخت. منتقدان دیگر حتی کمتر لطیف بودند، با اصطلاحاتی مانند، «poseurs» و «pomp-rockers» در راهنماهای موسیقی مختلف، اما منتقدان مطلوب، مانند Hit Parader، بر جذابیت سگ-تولهٔ سگ جک بلیدز تأکید کردند، که طرفداران زن را به خود جلب کرد، در حالی که گیتارهای دوئل گیلیس و واتسون همان مخاطبان مردی را که گروه‌های گیتار محور مانند ون هیلن قبلاً شروع به پرورش آن کرده بودند را خوشحال می‌کرد. هر دو گیتاریست همچنین در مجلاتی مانند Guitar for the Practicing Musician نقش برجسته‌ای داشتند.
اولین تک‌آهنگ آلبوم «گشت سحر» آنها، «به من نگو که دوستم داری»، از طریق پخش ویدیوی ام‌تی‌وی خود رونق گرفت و به‌طور متوسط به رتبهٔ ۴۰ در جدول بیلبورد هات ۱۰۰ به اوج رسید. «Sing Me Away»، کنسرت مورد علاقه کیگی، در رتبهٔ ۵۴ از ۴۰ آهنگ برتر فاصله داشت، اگرچه در ام‌تی‌وی نیز نمایش داده شد.
محبوبیت نایت رنجر با دومین آلبوم آنها به نام جنون نیمه‌شب در سال ۱۹۸۳ به شدت افزایش یافت که باعث شد تا تابستان سال ۱۹۸۴ گروه از بازیگری آغازین به عنوان سرفصل برسد. جدای از اولین تک‌آهنگ آلبوم، «(شما هنوز می‌توانید) راک در آمریکا»، «جنون نیمه‌شب» دو تصنیف موفق دیگر را تولید کرد: «وقتی چشمانت را می‌بندی» (شمارهٔ ۱۴) و «خواهر مسیحی» (شمارهٔ پنج)، نوشته و خوانده شده توسط کلی کیگی برای خواهر کوچکترش کریستین. «خواهر مسیحی» نقطهٔ عطف گروه بود، و همچنین یک سنگ آسیاب از آنجایی که این آهنگ پس از انتشار گروه را به عنوان یک گروه «پاور بالاد» درآورد. بر اساس مصاحبهٔ بعدی با گیلیس، «خواهر مسیحی» در واقع در سال ۱۹۸۲ به پایان رسید، اما او گفت که گروه ترجیح داد آن را در آلبوم «گشت سحر» منتشر نکند زیرا می‌ترسیدند اعتبار هارد راک خود را از دست بدهند.
در سال ۱۹۸۵ نایت رنجر به تورهای تیتراژ خود برای حمایت از آلبوم سوم خود «۷ آرزو» ادامه داد، که از مفهومی بسیار سست از پرواز گروه در سراسر اقیانوس در یک بمب افکن بی-۲۵ میتچل در جنگ جهانی دوم پیروی می‌کرد. بلیدز بعداً گزارش داد که او و گیلیس مجذوب هواپیماهای جنگ جهانی دوم شده بودند. ویدیوی «خیابان احساساتی» حتی آنها را در سناریوی آملیا ارهارت قرار داد و کل گروه در دریا گم شدند. مانند آلبوم «جنون نیمه‌شب»، «۷ آرزو» سه تک آهنگ موفق را به دست آورد: «خیابان احساساتی» (شماره هشت، خوانده شده توسط کلی کیگی). راکر با تمپوی متوسط بلیدز «چهار صبح (دیگر نمی‌توانم تحمل کنم)» (شمارهٔ ۱۹)، عنوانی که زمان شب را توصیف می‌کند، بلیدز آهنگ را نوشت، و «خداحافظ» (شمارهٔ ۱۷) خوشایند و با طعم آکوستیک، که باعث شد گروه در جهتی فولک-راک و حتی کانتری آشکارا حرکت کند. بر اساس یک مصاحبهٔ TNN در سال ۲۰۰۱، بلیدز به یاد برادر بزرگترش، جیمز، که چندین سال قبل از مصرف بیش از حد هروئین مرده بود، «خداحافظ» را نوشت.
بین سال‌های ۱۹۸۴ و ۱۹۸۷، نایت رنجر به موسیقی‌های متن، ضبط یا مشارکت آهنگ‌هایی در چندین فیلم نوجوانان منشعب شد. در سال ۱۹۸۴، گروه «رابطهٔ عشقی بین ایالتی» (که بعداً در «۷ آرزو» ظاهر شد) را برای فیلم آموزگارها با بازی نیک نولتی منتشر کرد. در سال ۱۹۸۵، آنها همچنین ترک آهنگ ۷ آرزوی دیگری به نام «این پسر نیاز به راک دارد» را به موسیقی متن فیلم کاوشگران ارائه کردند. گروه همچنین با دو وسیلهٔ نقلیه آنتونی مایکل هال، «شانزده شمع» (۱۹۸۴) و «خارج از محدوده» (۱۹۸۶) در معرض دید قرار گرفت. «شایعات در هوا» از جنون نیمه‌شب در اولی ظاهر شد، در حالی که دومی «جوانان وحشی و بی‌گناه» را به نمایش گذاشت، یک آهنگ چرخشی بلیدز-کیگی که هنوز هرگز در آلبوم یا مجموعه‌ای از نایت رنجر منتشر نشده است.
در سال ۱۹۸۷ بلیدز عنوان فیلم «راز موفقیت من» مایکل جی فاکس را به صورت مشترک نوشت که به عنوان تک‌آهنگ اصلی آلبوم بعدی گروه به نام «زندگی بزرگ» در همان سال بود. برخلاف سه آلبوم قبلی نایت رنجر که توسط پت گلاسر تهیه شده بود، این آلبوم توسط دیوید فاستر تهیه شد و آهنگ‌های با تمپوی بیشتری داشت تا تصنیف‌های قدرتمند. زندگی بزرگ ترانه‌سرایی نسبتاً بالغ بلیدز-کیگی، از جمله آهنگ دلخواه طرفداران «باران توفنده پایین می‌آید» را که از یک بعد از ظهر طوفانی در کالیفرنیا الهام گرفته شده بود، به نمایش گذاشت. «ادامه دادن» بیشتر یادآور نایت رنجر کلاسیک بود و به عنوان تک‌آهنگ پشت صفحهٔ «راز موفقیت من» استفاده شد. هیچ‌یک از تک‌آهنگ‌های انتخاب شدهٔ «زندگی بزرگ» به ۴۰ آهنگ برتر نرسید. «راز موفقیت من» با وجود چرخش شدید در ام‌تی‌وی در بهار ۱۹۸، در جایگاه ۶۴ در بیلبورد هات ۱۰۰ ایستاد. نایت رنجر همچنین آشکارا با ناشر خود ام‌سی‌ای بر سر انتخاب «قلب‌های دور» به عنوان تک‌آهنگ به جای یکی از آهنگ‌های سنگین‌تر خود، دعوا کرد. ناشر آن‌ها انتظار داشت یکی دیگر از ۱۰ تصنیف‌های برتر، مانند «خواهر مسیحی» یا «خیابان احساساتی» را داشته باشد، اما علی‌رغم آواز پرشور کیگی، «قلب‌های دور» موفق نشد و در رتبهٔ ۹۰ در بیلبورد هات ۱۰۰ قرار گرفت. گروه یک سری تورهای پرشور را در سراسر آمریکای شمالی و دریای کارائیب آغاز کرد که در آن گروه The Outfield به عنوان بازیگر افتتاحیه حضور داشت. سومین تک‌آهنگ/ویدئو برای «رنگ لبخند تو» منتشر شد، اما به دلیل پخش محدود نتوانست به جدول برسد.
در اوایل سال ۱۹۸۸، فیتزجرالد قبل از شروع ضبط پنجمین آلبوم آن‌ها «مرد در حرکت»، گروه را ترک کرد، و دلیل آن را کاهش نقش خود در جهت‌گیری بیشتر گیتار محور گروه در آلبوم جدید دانست. اکثر کیبوردهای آلبوم توسط جسی بردمن اجرا شد که او نیز برای اجرای برنامه‌های زنده در تور آلبوم استخدام شد. گروه تلاش کرد تا به سبک هارد راک قبلی خود بازگردد تا ثروت گروه را افزایش دهد. با این حال، هیچ‌یک از تک‌آهنگ‌های آلبوم، پخش رادیویی قابل توجهی به دست نیاوردند، زیرا ام‌سی‌ای یک بار دیگر تصمیم گرفت که تصنیف‌هایی را به جای آهنگ‌های سخت‌تر منتشر کند. «من این کار را برای عشق انجام دادم» (نوشتهٔ راس بالارد) حتی با حضور کوتاه بازیگر محبوب مورگان فیرچایلد در این ویدئو، عملکرد ضعیفی داشت. گروه همچنان «مهربان بی‌قرار» را به عنوان یکی از مورد علاقه‌های خود می‌داند، اما نتوانست به چارت برسد. «شروع به فکر کردن نکن (امشب تنها هستم)» و «دلیل برای بودن» به‌طور مشابه در اوایل سال ۱۹۸۹ ناموفق بودند؛ بنابراین، «مرد در حرکت» اولین آلبوم نایت رنجر بود که به مقام طلایی یا پلاتینیوم نرسید.

### اوایل دههٔ ۱۹۹۰: دورهٔ «مون رنجر»
اعضای نایت رنجر پس از یک تور در سال‌های ۱۹۸۹–۱۹۸۸ با حمایت از «مرد در حرکت» (شامل یک افتتاحیه برای گروه کنزس)، اثرات منفی تورهای مداوم و ضبط در ده سال گذشته را احساس کردند و تصمیم گرفتند از هم جدا شوند.
بلیدز برای تشکیل ابرگروه محبوب Damn Yankees با تد نیوجنت و تامی شا از استیکس، از گروه رفت. گیلیس و واتسون هر دو اولین آلبوم انفرادی خود را منتشر کردند، در حالی که واتسون نیز به ابرگروه Mother's Army پیوست.
در سال ۱۹۹۱ کیگی و گیلیس با گری مون، خواننده و بیسیست سابق Three Dog Night شروع به کار کردند و دیوید زاجیک نوازندهٔ گیتار/کیبورد در سال ۱۹۹۳ به آنها اضافه شد. آنها آلبوم «تغذیه از موجو» را در سال ۱۹۹۵ با تهیه‌کننده دیوید پراتر با نام نایت رنجر ضبط کردند. این آلبوم هم از نظر انتقادی و هم در بین طرفداران قدیمی عملکرد ضعیفی داشت. برد گیلیس در مصاحبه ای در سال ۲۰۱۷ گفت:
«در کنار هم قرار گرفتن با گری یک چیز موقتی برای حفظ برند نایت رنجر بود. ما آن یک ضبط را داشتیم، تغذیه از موجو. این واقعأ نایت رنجر نبود، زیرا نایت رنجر مانند هر گروه دیگری است، شما باید این کار را انجام دهید. آن صدای کلاسیک را داشته باشید که آهنگ‌ها را می‌خواند.»

### ۱۹۹۹–۱۹۹۶: «اتحاد مجدد»
در سال ۱۹۹۶، بلیدز به نایت رنجر بازگشت، که در نهایت منجر به اتحاد مجدد هر پنج عضو اصلی شد. دو آلبوم استودیویی در سی‌ام‌سی اینترنشنال منتشر شد، نورلند در ۱۹۹۷ و هفت در سال ۱۹۹۸، که به نظر می‌رسد عنوان آنها آلبوم تغذیه از موجو را در ترانه‌شناسی گروه نادیده می‌گیرد. آلبوم‌های جدید به اندازهٔ مواد اولیه‌شان در ایالات متحده موفق نبودند، اما تصنیف «برای همیشه همه‌جا دوباره» از نورلند به یک موفقیت کوچک برای جدول بزرگسالان معاصر در ایالات متحده تبدیل شد. با این حال، این آلبوم‌ها در ژاپن بسیار محبوب شدند.
گروه به تور بین آلبوم‌ها و پروژه‌های انفرادی مختلف اعضا، عمدتاً در جشنوارهٔ تابستانی ادامه داد. بلیدز همچنین به عنوان مشاور ارشد کمپ فانتزی راک اند رول مشغول به کار شد. در سال ۱۹۹۹، آنها در دومین قسمت از تور راک هرگز متوقف نمی‌شود، به گروه‌های دیگر دههٔ ۱۹۸۰ ملحق شدند، که اتفاقاً تد نوجنت، هم گروه سابق بلیدز در Damn Yankees نیز حضور داشت.

### ۲۰۱۰–۲۰۰۰: تغییر ترکیب

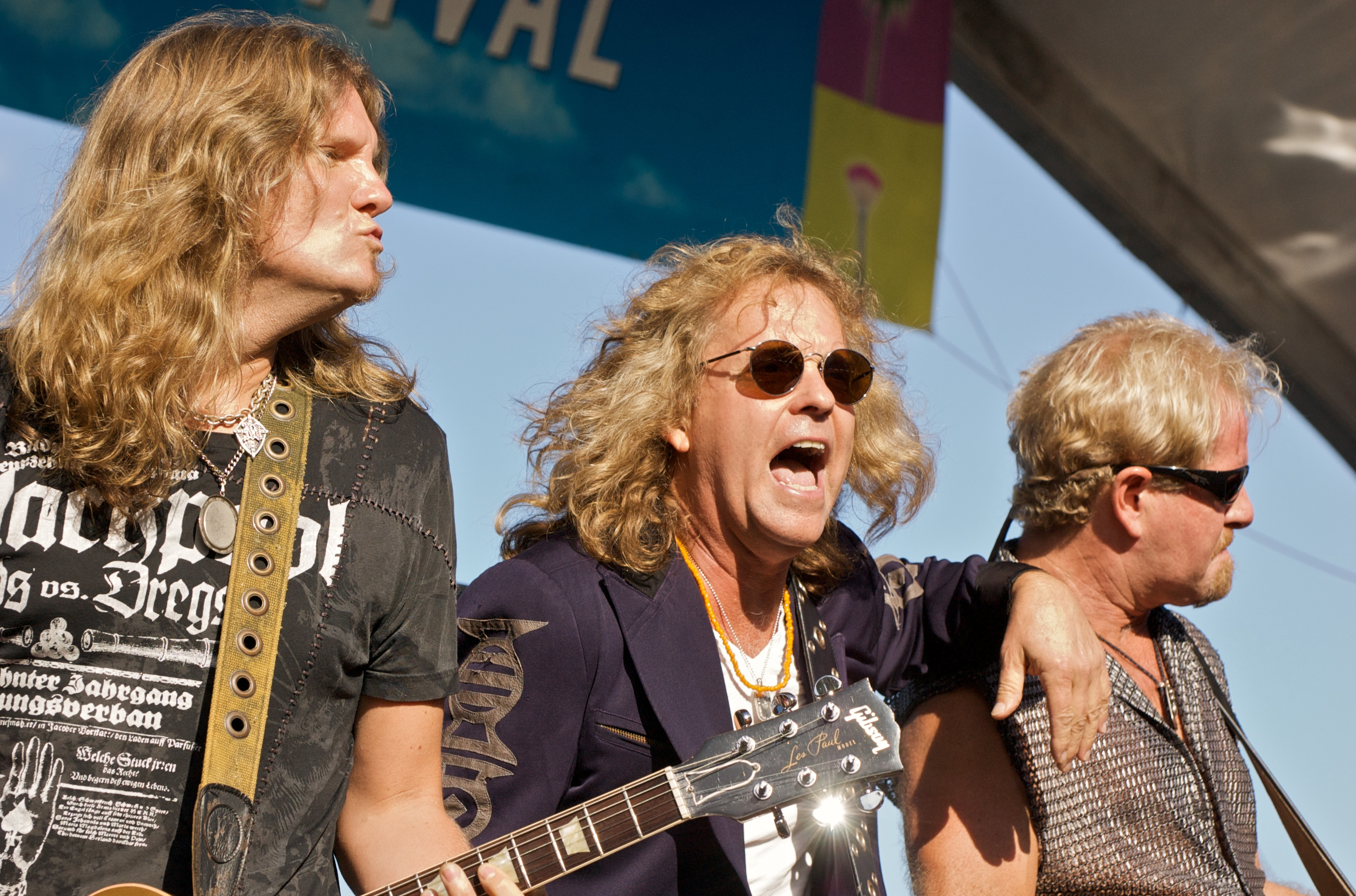
نایت رنجر اجرای زنده در جشنوارهٔ هنری سائوسالیتو ۲۰۰۹

در سال ۲۰۰۳، فیتزجرالد یک بار دیگر گروه را ترک کرد و مایکل لردی، نوازنده گیتاریست ریتم و کیبورد گروه گریت وایت جایگزین او شد. فیتزجرالد همان‌طور که قبلاً در دههٔ ۹۰ انجام داده بود، به ساخت کیبوردهای خارج از صحنه برای گروه ون هیلن ادامه داد.
این گروه آلبوم بعدی خود را به نام «سوراخ در خورشید» در سال ۲۰۰۷ ضبط کرد که در آوریل همان سال در خارج از کشور منتشر شد، اما تا ژوئیه ۲۰۰۸ در ایالات متحده ظاهر نشد. پس از کار بر روی آلبوم، واتسون از گروه اخراج شد. جزئیات جدایی علنی نشده است، اما گروه پس از یک پست توسط واتسون در مورد این جدایی بیانیه‌ای صادر کرد:
«ما از شنیدن اظهارات جف واتسون در مورد جدایی اش از نایت رنجر شوکه و ناراحت شدیم. این داستان چهار جنبه دارد که برای سه نفر از ما یکسان هستند؛ فقط برای جف متفاوت است. در حالی که ما نمی‌خواهیم در این مرحله وارد جزئیات شویم. با گذشت زمان، همه ما واقعاً متاسفیم که اختلافات مهم و مستمر ما با جف حل نشد، با این حال، ما برای جف آرزوی موفقیت را در تمام تلاش‌های آینده‌اش داریم و از مشارکت‌های مثبت او در گذشته سپاسگزاریم.»
جانشین واتسون برای باقیماندهٔ تور سال ۲۰۰۷ آنها، گیتاریست رب بیچ از Winger/وایت‌اسنیک بود. پس از تور، لردی و بیچ به گروه‌های اصلی خود بازگشتند. کریستین متیو کالن جایگزین لردی شد در حالی که جوئل هوکسترا در اوایل سال ۲۰۰۸ وظایف بیچ را بر عهده گرفت. هوکسترا همچنین یکی از اعضای ارکستر ترانس سیبری بود و همزمان با عضویتش در نایت رنجر در تولید برادوی Rock of Ages اجرا کرد.
در ژانویه ۲۰۰۸، گروه نمایش ویژه‌ای را در خلیج گوانتانامو، کوبا برای نیروهای دریایی و تفنگداران دریایی ایالات متحده مستقر در جزیره اجرا کرد.

### ۲۰۲۱–۲۰۱۱
در اوایل سال ۲۰۱۱، کالن توسط اریک لوی، نوازندهٔ کیبورد Garaj Mahal، به موقع برای ضبط آلبوم جدید گروه در «جایی در کالیفرنیا» جایگزین شد. آهنگ «رشد کردن در کالیفرنیا» به صورت تک آهنگ منتشر شد و گروه در یک تور بستهٔ تابستانی که شامل گروه‌های جرنی و فارنر بود، شرکت کرد. جوئل هوکسترا، گیتاریست نایت رنجر نیز در چندین برنامه، برای میک جونز از فارنر، وظیفه دوگانه‌ای از تور را انجام داد.
در ۲۵ مارس ۲۰۱۲، آنها قبل از مسابقهٔ سری رقابت‌های جام ناسکار در اتوکلاب اسپیدوی در فونتانا، کالیفرنیا، یک اجرای آکاپلا از پرچم ستاره اسپنگلد را اجرا کردند.
در می ۲۰۱۲، گروه سی امین سالگرد اولین آلبوم خود گشت سحر را با ضبط آلبوم ۲۴ سیم و یک درامر به عنوان یک دی وی دی زنده و آلبوم در یک محیط صمیمی و کاملاً آکوستیک در مقابل تعدادی از طرفداران در استودیو TRI سن رافائل، کالیفرنیا جشن گرفت. سی‌دی/دی‌وی‌دی برخی از بهترین آثارشان، مانند «(شما هنوز هم می‌توانید) راک در آمریکا» و «خواهر مسیحی» را در تنظیم‌های آکوستیک جدید به نمایش گذاشت. آلبوم آکوستیک زنده شامل ۱۲ آهنگ به همراه یک ترک جایزه است.
در ۱ سپتامبر ۲۰۱۲، آنها به عنوان بازیگر اصلی جشنوارهٔ «River Days» در پورتسموث، اوهایو اجرا کردند. اریک لوی نوازندهٔ کیبورد به دلیل زایمان همسرش مجبور شد این اجرا را از دست بدهد. براندون اتریج (از موزیکال‌های Rock of Ages و We Will Rock You) کیبوردهای این اجرا را بر عهده داشت.
در اواخر سال ۲۰۱۲، کری کِلی، گیتاریست (که رزومه‌اش شامل حضور با آلیس کوپر، اسلش، اسکید رو، وینس نیل بند، رت، وارانت، ال.ای. گانز، تال باچمن، جان ویت و دیگران است) زمانی که جوئل هوکسترا در حال نواختن با ارکستر ترانس سیبری بود، جای او را پر کرد. او همین کار را در اواخر سال ۲۰۱۳ انجام داد.
آنها یازدهمین آلبوم استودیویی خود را با نام «جادۀ بزرگ» در ۱۰ ژوئن ۲۰۱۴ منتشر کردند. نسخهٔ لوکس شامل یک ترک جایزه و یک دی وی دی از موزیک ویدیوها و موارد اضافی پشت صحنه است. هوکسترا در ماه اوت گروه را ترک کرد تا در کنار گیتاریست سابق نایت رنجر، راب بیچ، به وایت‌اسنیک بپیوندد. کری کلی به‌طور رسمی به عنوان جانشین دائمی هوکسترا استخدام شد.
گروه یک دی وی دی/دوبل سی دی ضبط شدهٔ زنده را در ۲ دسامبر ۲۰۱۶ در Frontiers Records به مناسبت جشن سی و پنجمین سالگرد گروه منتشر کرد. ۳۵ سال و یک شب در شیکاگو در ۷ مه ۲۰۱۶ در خانه بلوز در شیکاگو، ایلینوی ضبط شد. آهنگ جدید «روز و شب» در این نسخه گنجانده شده است. آهنگ دوم در آن شب آهنگ جدید دیگری به نام «در حال اتمام زمان» بود. هر دو آهنگ در آلبوم بعدی گروه «اجازه نده» در مارس ۲۰۱۷ گنجانده شدند، اولین آلبومی که کری کلی را در گیتار شامل می‌شد. تک‌آهنگ «Somehow Someway» قبل از انتشار آلبوم بود.
آخرین آلبوم استودیویی نایت رنجر و گروه پخش شد (به انگلیسی: And the Band Played On) ATBPO در ۶ اوت ۲۰۲۱ منتشر شد.

## سبک موسیقی

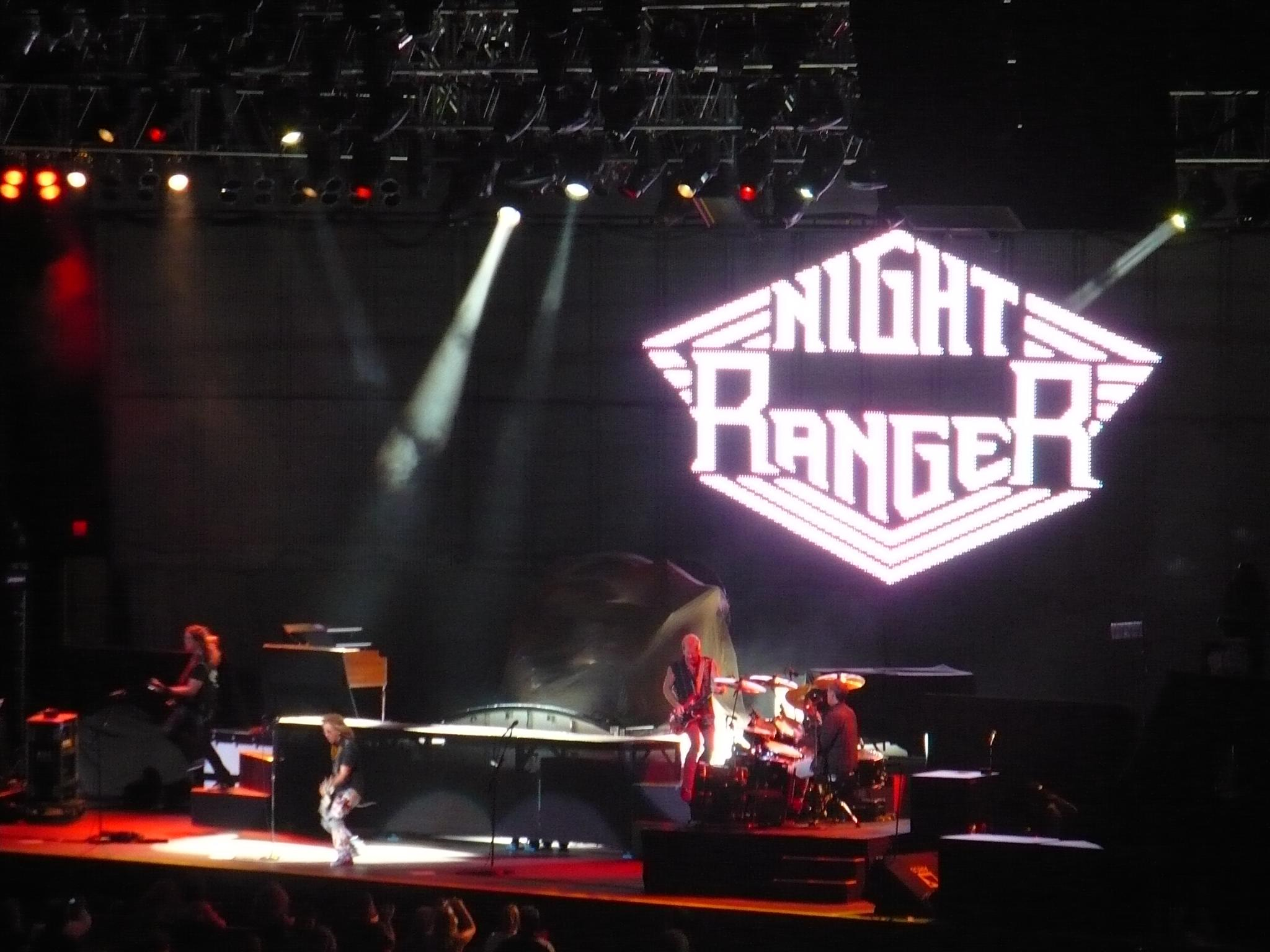
نایت رنجر در حال اجرا در سال ۲۰۰۹

موسیقی نایت رنجر معمولاً به عنوان هارد راک، گلم متال و آرنا راک طبقه‌بندی می‌شود.

## اعضای گروه
- کلی کیگی – درام، سازهای کوبه‌ای، خوانندهٔ اصلی و پشتیبان (۱۹۸۹–۱۹۷۹، ۱۹۹۱–اکنون)
- برد گیلیس – گیتار لید و ریتم، بک وکال (۱۹۸۹–۱۹۷۹، ۱۹۹۱–اکنون)
- جک بلیدز – بیس، خوانندهٔ اصلی و پشتیبان، ریتم و گیتار آکوستیک (۱۹۸۹–۱۹۷۹، ۱۹۹۶–اکنون)
- اریک لوی – کیبورد، سینت سایزر، پیانو، بک وکال (۲۰۱۱–اکنون)
- کری کلی – گیتار لید و ریتم، بک وکال (۲۰۱۴–اکنون؛ حضور در تور در سال‌های ۲۰۱۲ و ۲۰۱۳)

## ترانه‌شناسی

### آلبوم‌های استودیویی
- گشت سحر (۱۹۸۲)
- جنون نیمه‌شب (۱۹۸۳)
- ۷ آرزو (۱۹۸۵)
- زندگی بزرگ (۱۹۸۷)
- مرد در حرکت (۱۹۸۸)
- تغذیه از موجو (۱۹۹۵)
- نورلند (۱۹۹۷)
- هفت (۱۹۹۸)
- سوراخ در خورشید (۲۰۰۷)
- جایی در کالیفرنیا (۲۰۱۱)
- جادۀ بزرگ (۲۰۱۴)
- اجازه نده (۲۰۱۷)
- و گروه پخش شد ATBPO (۲۰۲۱)